# Rolf Steinhäuser
Rolf Steinhäuser (Colônia, 12 de maio de 1952) é um sacerdote católico romano e bispo auxiliar na Arquidiocese de Colônia

## Vida
Rolf Steinhäuser estudou filosofia e teologia católica em Bonn e Regensburg, entre outros com Joseph Ratzinger, mais tarde o Papa Bento XVI. Em 24 de junho de 1977, recebeu o sacramento da Ordem Sagrada para a Arquidiocese de Colônia e foi capelão em Hilden e Bonn.
De 1984 a 1989, foi capelão de jovens em Bonn, de 1990 a 1996, pastor diocesano juvenil e chefe do ministério juvenil do Vicariato Geral do Arcebispo e reitor do centro educacional juvenil Haus Altenberg. Em dezembro de 1996, ele foi nomeado pastor em St. Lambertus, em Dusseldorf , e também recebeu o cargo de decano da cidade na cidade, desde agosto de 1997 ele era decano da cidade de Dusseldorf.
Rolf Steinhäuser foi nomeado em 2003 pelo Cardeal Grande Mestre Carlo Cardeal Furno Cavaleiro da Ordem do Santo Sepulcro de Jerusalém e investido pelo bispo Anton Schlembach, Grão Prior da tenência alemã, em 17 de maio de 2003, na Catedral de Colônia. Ele é o Comandante da Ordem e pertence à Comando de São Maximiliano em Dusseldorf.[carece de fontes?]
Desde 2006 Steinhäuser pertencia ao cânon como nichtresidierender Capítulo Cologne Metropolitan em, abr 2015 ele recebeu do cardeal Rainer Woelki nomeação como residente canon e chefe da Edith Stein Casa de Retiros da Arquidiocese de Colónia e agentes de nova evangelização . Ele foi dispensado da comissão para a nova evangelização e a liderança da casa de retiros em janeiro de 2016.
Em 11 de dezembro de 2015 nomeado Papa Francisco ao bispo titular de Thuburnica e ordenou-lhe bispo auxiliar em Colônia. O Cologne Dom Rainer Maria Cardinal Woelki doado a ele em 10 de janeiro de 2016 Catedral de Colônia, a ordenação episcopal . Os co-conselheiros foram o bispo auxiliar de Cologne Manfred Melzer e o bispo auxiliar de Colônia Dominik Schwaderlapp . Na sucessão do bispo auxiliar Manfred Melzer, ele é responsável pelo centro do distrito pastoral do arcebispado de Colônia, a que a cidade de Colônia, a cidade de Leverkusen e o Pertence a Rhein-Erft-Kreis. O cardeal Woelki nomeou-o no dia 22 de janeiro de 2016 Bispo Vigário do Ecumenismo e do Diálogo Interreligioso na Arquidiocese de Colônia.
Na Conferência Episcopal Alemã, é membro da Comissão Ecumênica , da Comissão Pastoral e da Subcomissão para a América Latina (especialmente a ADVENIAT) .
Em 12 de outubro de 2021, foi nomeado Administrador Apostólico sede plena et ad nutum Sanctae Sedis de Colônia, por conta da licença concedida ao arcebispo Rainer Woelki.

## Honras e Prêmios
- Nomeação como Pontifício Monge Honorário ( Monsenhor ) pelo Papa João Paulo II (1998)
- Nomeado Cavaleiro do Santo Sepulcro (2003, levantado ao comandante)

## Links da Web
- Cheney, David M. «bishop» (em inglês). Catholic-Hierarchy.org
- Lebenslauf auf der Seite des Erzbistums